# Distrikt Grevenmacher
Der Distrikt Grevenmacher war von seiner Gründung 1843 bis zur Abschaffung am 3. Oktober 2015 ein Distrikt in Luxemburg, der das östliche Gutland umfasste. Er bestand aus den Kantonen Echternach, Grevenmacher und Remich. Der Distrikt befand sich im Osten Luxemburgs und grenzte im Norden an Rheinland-Pfalz, im Osten an Rheinland-Pfalz und das Saarland, im Süden an die Region Lothringen (Frankreich) und im Westen an die Distrikte Luxemburg und Diekirch.
Die Hauptstadt des Distrikts war Grevenmacher, größte Ortschaft war Echternach.
|  | 1. Kanton Echternach 2. Kanton Grevenmacher 3. Kanton Remich |